# Escudo de Veraguas
Escudo de Veraguas ist eine zu Panama gehörende Insel im Golfo de los Mosquitos, Karibisches Meer.

## Geographie
Die 4,3 km² große, nahezu unbewohnte Insel gehört zur Provinz Bocas del Toro und liegt isoliert 17 km vor der Halbinsel Valiente des autonomen, indigenen Territoriums mit Provinzstatus Ngöbe-Buglé. Sie wurde durch das Ansteigen des Meeresspiegels nach der letzten Kaltzeit vor ca. 8.900 Jahren vom Festland getrennt, und war bereits ca. 1200 Jahre nach der Trennung durch 12 km Wasserfläche vom Festland getrennt. Sie hat eine annähernd dreieckige Form mit einer Länge von etwa 4 km (~Ost-West) und einer Breite von 1,5 km (~Nord-Süd), die Westspitze setzt sich in einigen winzigen Inselchen fort. Nur 5 % der Inseloberfläche sind Kulturland, darunter einige Kokosnuss-Plantagen. Die restlichen 95 % sind mit Immergrünem Wald bedeckt, an Ost- und Westküste in Form von durch die Rote Mangrove dominierten Sümpfen. Der Rest ist von Regenwald bedeckt, überwiegend Primärwald, im Westen jedoch einige jüngere Waldstücke von überwachsenem Kulturland. Die Landschaftsstruktur ist von einer Serie von parallelen niedrigen (≥50 m) und flachkuppeligen Hügelketten bestimmt, die sich mit sumpfigen Niederungen abwechseln.

## Tierwelt
Die Insel ist weit genug von anderen Inseln und vom Festland isoliert, sodass die Populationen einiger, auf der Insel vorkommender Säugetier- und Vogelarten erhebliche Abweichungen von den Populationen auf benachbarten Landmassen aufweisen. Die Insel beherbergt daher einige endemische Arten, darunter das Zwergfaultier (Bradypus pygmaeus), eine inselverzwergte Art der Dreifingerfaultiere, und die, der Gattung Eigentliche Fruchtvampire zugeordnete Fledermausart Artibeus incomitatus. Insgesamt sind neun Säugetierarten von der Insel bekannt, neben sechs Fledermausarten und dem Zwergfaultier die Mittelamerikanische Wollbeutelratte (Caluromys derbianus) und die Lanzenratte (Hoplomys gymnurus). Die Insel verfügt über eine für die Region artenarme, jedoch individuenreiche  Vogelwelt. Wetmore beobachtete 1958 bei einer mehrtägigen Beobachtung der Vogelwelt 17 Arten, darunter drei auf der Insel endemische Unterarten, Manacus vitellinus amitinus aus der Familie der Pipras, Thryothorus nigricapillus oducus der Gattung Thryothorus der Zaunkönige, sowie Thraupis virens caestia der Gattung der Blautangaren. Zudem lebt auf der Insel eine zeitweise als eigene Art angesehene Unterart der Braunschwanzamazilie, Amazilia tzacatl handleyi.

## Geschichte
Francis Drake besuchte die Insel im Januar 1596 für zwei Wochen, viele seiner Besatzungsmitglieder und auch er erkrankten auf der Insel an der Ruhr; Drake verstarb fünf Tage nach dem Verlassen der Insel auf See bei Portobelo an der Krankheit.